# Seznam vrcholů v Jevišovické pahorkatině

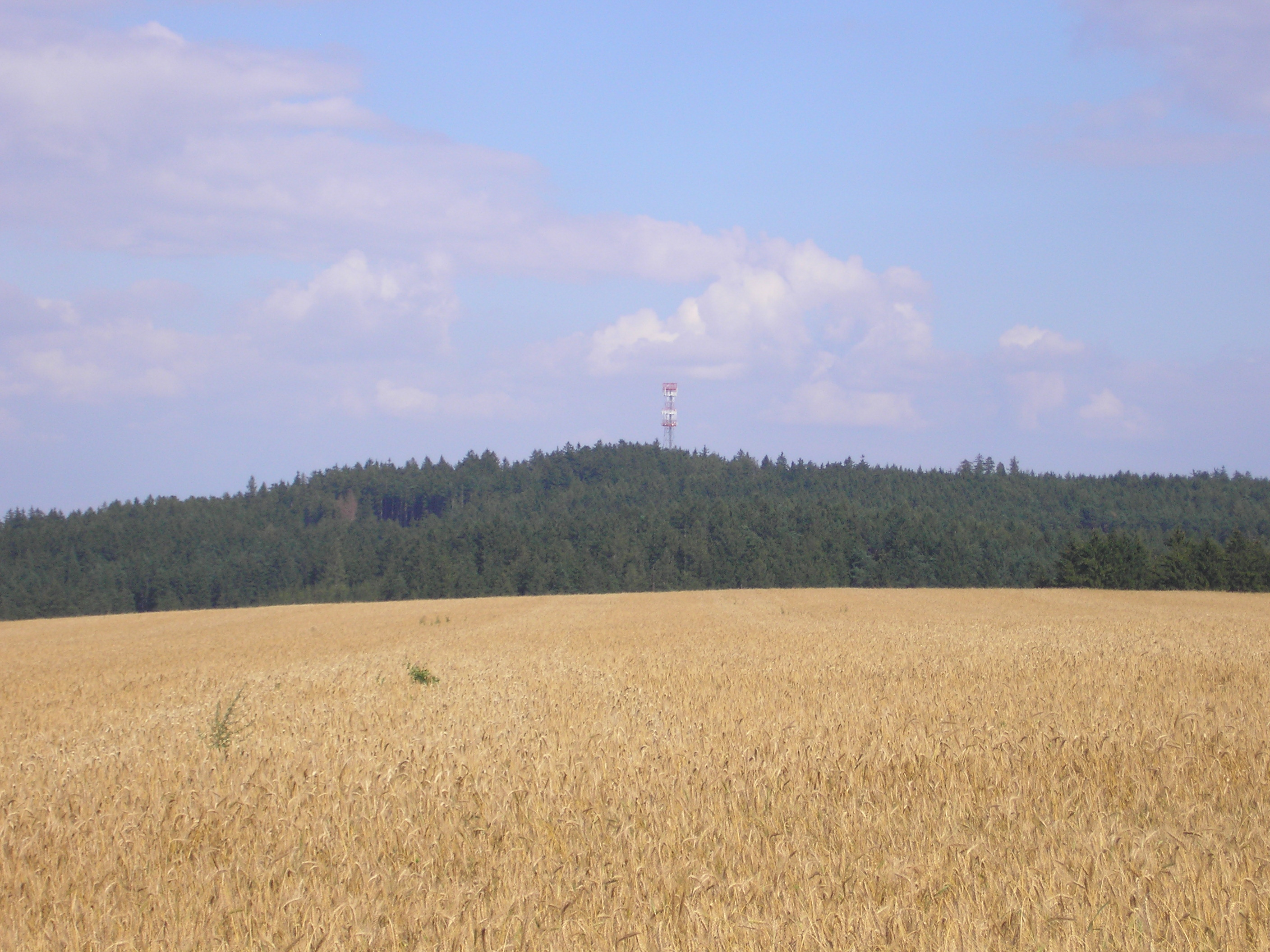
Zadní hora (634 m)

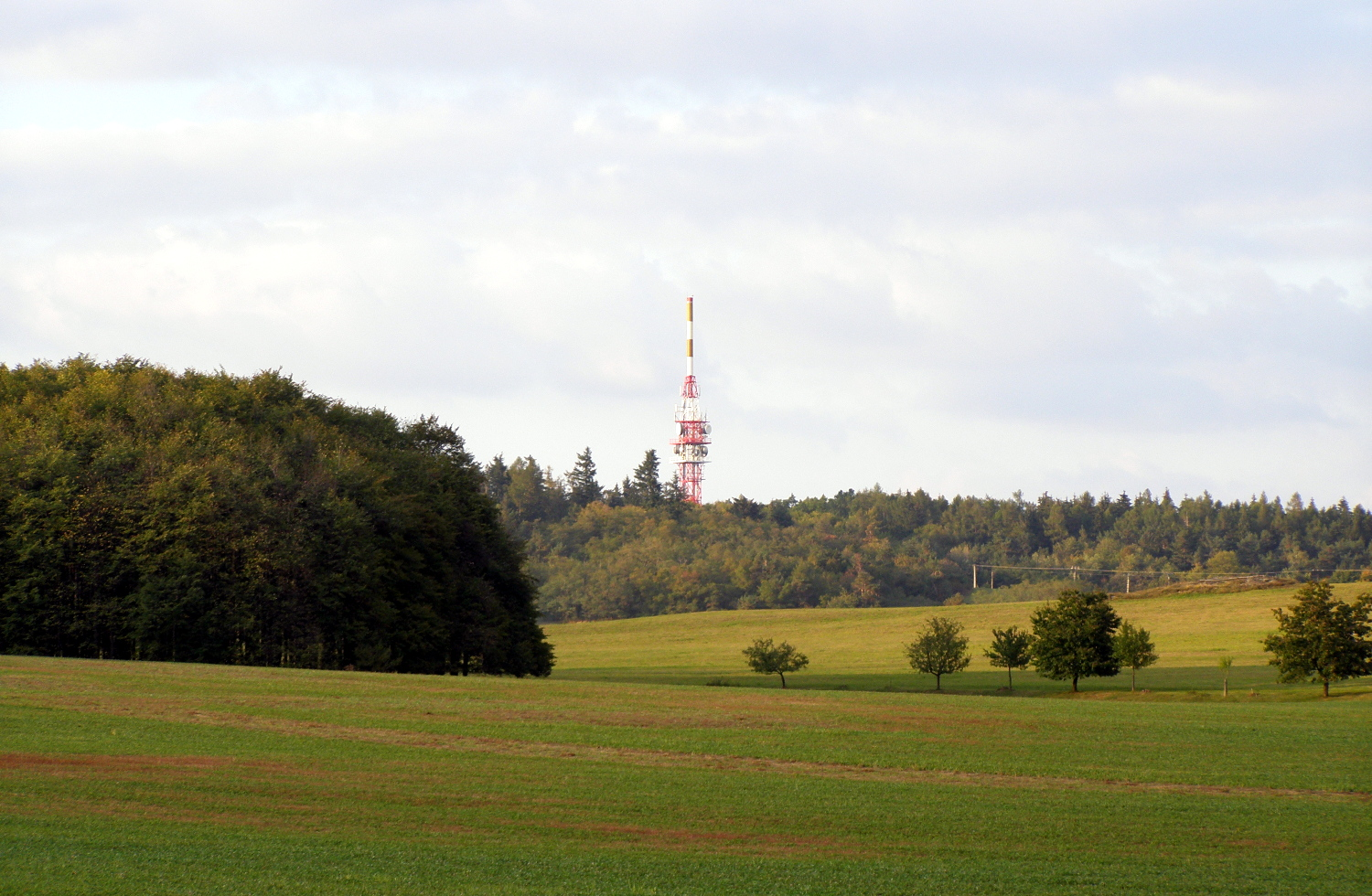
Klučovská hora (595 m)

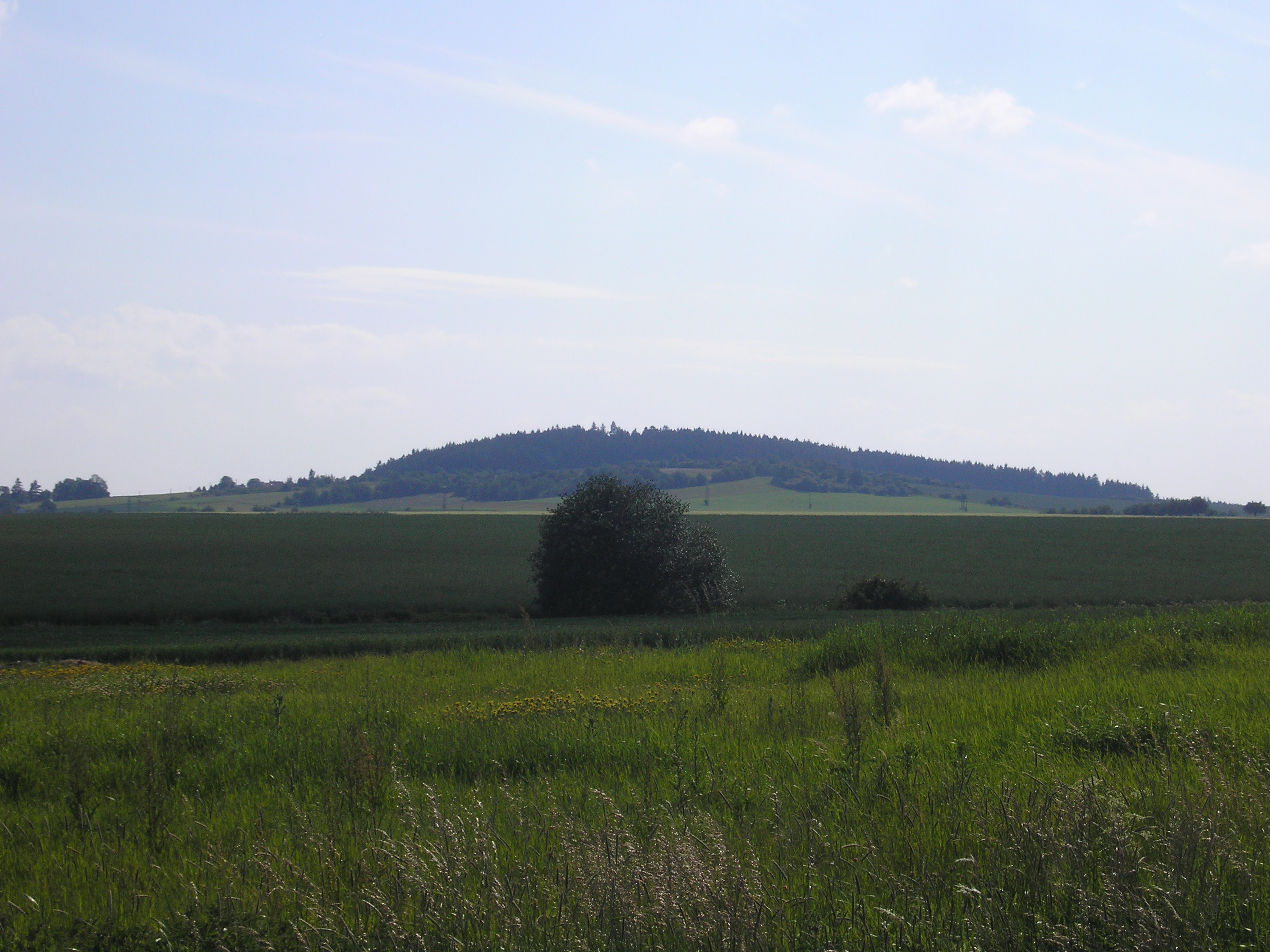
Mikulovická hora (583 m)

Seznam vrcholů v Jevišovické pahorkatině obsahuje pojmenované jevišovické vrcholy s nadmořskou výškou nad 550 m. Seznam je založen na údajích dostupných na stránkách Mapy.cz. Jako hranice pohoří byla uvažována hranice stejnojmenného geomorfologického celku.

## Seznam vrcholů podle výšky
| #   | Vrchol            | Výška m n. m. | Souřadnice                       | Okrsek                      | Přístup                                             |
| --- | ----------------- | ------------- | -------------------------------- | --------------------------- | --------------------------------------------------- |
| 1.  | Zadní hora        | 634           | 49°11′38″ s. š., 15°47′34″ v. d. | Stařečská pahorkatina       | neznačeno                                           |
| 2.  | Markvartický vrch | 607           | 49°12′38″ s. š., 15°45′43″ v. d. | Stařečská pahorkatina       | neznačeno                                           |
| 3.  | Klučovská hora    | 595           | 49°10′12″ s. š., 15°55′30″ v. d. | Stařečská pahorkatina       | zelená turistická značka · žlutá turistická značka  |
| 4.  | Záhoří            | 590           | 49°10′30″ s. š., 15°55′54″ v. d. | Stařečská pahorkatina       | neznačeno                                           |
| 5.  | Mikulovická hora  | 583           | 49°09′49″ s. š., 15°50′23″ v. d. | Stařečská pahorkatina       | neznačeno                                           |
| 6.  | Horní hora        | 583           | 49°10′38″ s. š., 15°47′52″ v. d. | Stařečská pahorkatina       | žlutá turistická značka                             |
| 7.  | Tašky             | 582           | 49°07′25″ s. š., 15°47′24″ v. d. | Stařečská pahorkatina       | neznačeno                                           |
| 8.  | Holý kopec        | 580           | 49°05′42″ s. š., 15°47′16″ v. d. | Moravskobudějovická kotlina | neznačeno                                           |
| 9.  | Brdo              | 580           | 49°06′29″ s. š., 15°47′44″ v. d. | Stařečská pahorkatina       | neznačeno                                           |
| 10. | Šibeník           | 578           | 49°13′23″ s. š., 15°44′09″ v. d. | Stařečská pahorkatina       | neznačeno                                           |
| 11. | Kozí vrch         | 574           | 49°07′54″ s. š., 15°45′12″ v. d. | Stařečská pahorkatina       | neznačeno                                           |
| 12. | Hošťanka          | 573           | 49°09′56″ s. š., 15°52′20″ v. d. | Stařečská pahorkatina       | neznačeno                                           |
| 13. | Suchá hora        | 571           | 48°58′02″ s. š., 15°43′01″ v. d. | Dešovská pahorkatina        | neznačeno                                           |
| 14. | Pekelný kopec     | 570           | 49°11′03″ s. š., 15°51′00″ v. d. | Stařečská pahorkatina       | zelená turistická značka · naučná turistická značka |
| 15. | Kání hora         | 570           | 49°10′49″ s. š., 15°50′12″ v. d. | Stařečská pahorkatina       | neznačeno                                           |
| 16. | Sádek             | 564           | 49°09′29″ s. š., 15°48′15″ v. d. | Stařečská pahorkatina       | žlutá turistická značka · naučná turistická značka  |
| 17. | Skalka            | 560           | 48°58′23″ s. š., 15°43′54″ v. d. | Dešovská pahorkatina        | neznačeno                                           |
| 18. | Na Skalním        | 557           | 49°07′27″ s. š., 15°57′15″ v. d. | Myslibořický hřbet          | neznačeno                                           |
| 19. | Svatý Vít         | 557           | 49°04′56″ s. š., 15°47′35″ v. d. | Stařečská pahorkatina       | neznačeno                                           |

## Seznam vrcholů podle prominence
V Jevišovické pahorkatině není mnoho výrazných vrcholů a prominenci přes 100 metrů mají jenom dva a oba se nachází v jižní části pahorkatiny, na území národního parku Podyjí. Nejvyšší Zadní hora má prominenci jenom 71 metrů.
| #  | Vrchol  | Výška m n. m. | Promi- nence | Izolace (km)     | Souřadnice                       | Přístup   |
| -- | ------- | ------------- | ------------ | ---------------- | -------------------------------- | --------- |
| 1. | Větrník | 510           | 113          | 01,8 → Býčí hora | 48°53′09″ s. š., 15°51′38″ v. d. | neznačeno |
| 2. | Podmolí | 401           | 106          | 02,1 → Lipina    | 48°49′31″ s. š., 15°59′06″ v. d. | neznačeno |